# Julius von Loewenfeld (général, 1838)
Pour les articles homonymes, voir Julius von Loewenfeld et von Loewenfeld.
Julius Joseph Adalbert Louis Ulrich Bernhard von Loewenfeld (né le 14 septembre 1838 à Hamm et mort le 26 juin 1916 à Naumbourg) est un général de division prussien.

## Biographie

### Origine
Julius est issu de la vieille famille noble souabe von Loewenfeld. Il est le fils du général prussien de l'infanterie Julius von Loewenfeld (1808-1880) et de sa femme Karoline, née baronne Schilling von Cannstatt (de) (1811-1900). Le général d'infanterie Alfred von Loewenfeld est son frère.

### Carrière militaire
Après avoir étudié au corps des cadets, Loewenfeld est transféré au 1er régiment à pied de la Garde de l'armée prussienne comme sous-lieutenant le 2 mai 1857. Lors de la mobilisation à l'occasion de la campagne d'Italie, il fait partie du bataillon de remplacement de la 1re brigade d'infanterie de la Garde et est ensuite affecté au 2e bataillon du 1er régiment de Landwehr de la Garde à Stettin de décembre 1859 à juillet 1860. Il est suivi d'un commandement au 1er régiment d'infanterie de la Garde combinée, qui devient le 3e régiment à pied de la Garde le 4 juillet 1860. À partir du 28 septembre 1862, Loewenfeld occupe le poste d'adjudant du régiment et, à ce titre, participe aux batailles de Satrup (de) et d'Erritsoe (de), le siège et le bombardement de Fredericia ainsi qu'au siège et à la prise du redoute de Düppel pendant la guerre contre le Danemark.
À la fin du mois de décembre 1864, Loewenfeld est promu premier lieutenant et diplômé de l'Académie de guerre d'octobre 1865 à mai 1866. Il retourne ensuite à son régiment lors de la mobilisation à l'occasion de la guerre contre l'Autriche et dirige le 2e compagnie dans les batailles de Trautenau et de Königinhof. Lors de la bataille de Sadowa, lui et sa compagnie réussissent à capturer plusieurs pièces d'artillerie ennemies sur les collines au nord-est de Chlum. Pour cela, Loewenfeld est décoré de l'ordre Pour le Mérite par le roi Guillaume Ier.
Après la conclusion de la paix, Loewenfeld est promu capitaine à la fin du mois d'octobre 1866 et transféré à Mayence en tant que commandant de compagnie au 81e régiment d'infanterie (de). Il dirige sa 12e compagnie dans la guerre contre la France en 1870 aux sièges de Metz, Thionville et Longwy ainsi que dans les batailles de Noisseville et Bellevue. Récompensé de la Croix de fer de 2e classe, il est adjudant du gouverneur de la forteresse de Metz du 8 novembre 1870 au 23 juin 1871. Ce poste est occupé par son père. Loewenfeld devient ensuite chef de la 1re compagnie du 3e régiment de grenadiers de la Garde, promu major à la mi-juillet 1875 et transféré à l'état-major du régiment en mai 1876. Le 30 septembre 1876, il est nommé commandant du 1er bataillon. Après sa promotion au grade de lieutenant-colonel, Loewenfeld retourne à l'état-major du régiment à la mi-novembre 1883, avant d'être transféré aux officiers de l'armée de terre le 6 juillet 1886 avec le caractère de colonel et son ancien uniforme. Le 13 novembre 1886, il est placé dans le grade à la suite de son régiment et est nommé commandant de Torgau. À ce titre, Loewenfeld reçoit l'Ordre de la Couronne de 2e classe ainsi que le caractère de général de division le 27 janvier 1890, jusqu'à ce qu'il soit mis à disposition avec pension le 20 mai 1893.
Loewenfeld est un chevalier de Justice de l'Ordre de Saint-Jean.

### Famille
En 1875, il épouse Elisabeth von Witzleben (de) (née en 1854), fille du major Albrecht von Witzleben, à Naumbourg. Le couple a plusieurs enfants :
- Albrecht Karl Julius (né le 10 mars 1876), lieutenant-colonel
- Hans Ludwig Julius Karl (1877-1879)
- Wilhelm ("Wilfried") Friedrich Julius Hans (né le 25 septembre 1879 et mort le 5 juillet 1946), vice-amiral , marié en 1927 avec le comtesse Dorothee von Bismarck-Schönhausen (né le 9 décembre 1892 et mort le 14 juillet 1975)
- Julius Rupertus Edwin Alexander (né le 3 août 1881), pasteur, marié en 1909 avec Johanna Helene Auguste Elisabeth Burckhardt (née le 13 septembre 1887)
- Heinrich Günther Karl Julius (né le 19 décembre 1895 et mort le 15 juillet 1918), favorisé par Dormans